# Смертная казнь в Черногории
Смертная казнь в Черногории существовала в 1798—2002 годах, будучи отменённой 19 июня 2002 года. Последнее приведение приговора в исполнение состоялось 29 января 1981 года, последние два смертных приговора были оглашены 11 октября 2001 года. В связи с тем, что Черногория ратифицировала Конвенцию о защите прав человека и основных свобод (в том числе протоколы № 6 и № 13; 3 марта 2004) и Второй факультативный протокол Международного пакта о гражданских и политических правах (6 сентября 2001), в стране в настоящее время запрещено применение смертной казни в качестве высшей меры наказания, что подтверждается статьёй 26 Конституции Черногории в редакции 2007 года.

## История

### Княжество и Королевство Черногория
До 1851 года в Черногории формой власти была теократия, во главе стояли епископ православной церкви и Сенат из представителей черногорских племён. Черногория обладала определённой автономией. В 1789 году был утверждён первый закон при епископе Петре I (поправки внесены в 1803 году), по которому за убийство и государственную измену предусматривалось наказание в виде смертной казни через повешение, расстрел или побиение камнями. Расстрел осуществлялся представителями всех племён (иногда и несколькими сотнями человек), чтобы предотвратить кровную месть. Де-факто казнили и за воровство: в исторических источниках упоминается о повешении вора и расстреле убийцы в 1831 году. В 1839—1840 годах около 20 преступников были казнены.
После секуляризации в 1855 году в Черногории князь Данило ввёл уголовный кодекс, в котором смертная казнь предусматривалась за совершение любого из 18 определённых видов преступлений: убийство, государственная измена, покушения на честь и достоинство государя, разные виды кражи и уклонение от налогов. Однако мужчину, который убил женщину и/или её любовника в случае, если обнаружил акт супружеской измены, нельзя было наказывать таким образом. Мужчин, как правило, расстреливали; женщин, которые якобы могли «запачкать ружья», вешали, топили или забивали до смерти камнями. Однако случаев казни женщин насчитывается мало: в 1854 году одну женщину забили камнями за то, что она убила своего мужа. В 1906 году был введён новый Уголовный кодекс, по которому смертная казнь предусматривалась за совершение некоторых преступлений, коих насчитывалось более 20. Приговорённого к смерти обычно расстреливал отряд из 10 солдат. До 1914 года случаев смертной казни было немного (в среднем не более двух случаев за год). Исключениями стали два политических процесса в 1908 и 1909 годах, когда к смерти приговорили 13 человек по обвинению в подготовке государственного переворота (казнены 9).

### Королевство Югославия
После образования Королевства сербов, хорватов и словенцев на разных территориях Югославии сохранились разные правовые системы. В Хорватии, Словении, Воеводине и Боснии казнили через повешение в определённых местах с ограниченным присутствием публики. В Сербии, Косово, Черногории и Македонии приговорённых к смерти публично расстреливали. В 1929 году было законом закреплено повешение как вид смертной казни, хотя военно-полевые суды могли расстреливать. По статистике, казнили чаще всего за убийство, грабежи и терроризм. С 1920 по 1940 годы в Черногории вынесли 14 смертных приговоров, из них 5 приведены в исполнение (во всей Югославии — 904 приговора, 291 приведён в исполнение).

### СФРЮ
В послевоенные годы подавляющую часть приговорённых к смерти в Югославии составили военные и гражданские лица, сотрудничавшие с нацистами и их союзниками (в том числе и военные преступники). В то же время среди приговорённых были и «враги народа», не поддерживавшие коммунистическую партию. По примерным данным, к 1951 году в Югославии было вынесено 10 тысяч смертных приговоров, больше половины из которых было приведено в исполнение. В Черногории было вынесено несколько сотен смертных приговоров, из них минимум две трети были приведены в исполнение. Приговоры выносились за политические преступления, хищение государственного имущества, убийства с отягчающими обстоятельствами и грабежи. До 1959 года преступников расстреливали или вешали (зависело от решения суда), однако повешение применялось за особо тяжкие преступления. Очень часто казни были публичными.
С 1950-х годов число казнённых стало снижаться: по официальной статистике, в Югославии с 1950 по 1958 годы было вынесено 229 смертных приговора (в Черногории — 10-20 подобных приговоров). В 1959 году правовая реформа отменила смертную казнь за преступления против частной собственности и отменила повешение в качестве вида казни: расстрел осуществлял взвод из 8 полицейских, у четырёх из которых винтовки были снабжены холостыми патронами. Казнь более не была публичной. В 1959—1981 годах в среднем в исполнение приводилось 2-3 смертных приговора по всей стране, а за те же годы в Черногории было не более 10 подобных казней.
Последним, кто был казнён в Черногории, стал Драгиша Ристич, которого 29 января 1981 года в Которе казнили за изнасилование и убийство малолетнего ребёнка.

### Черногория
С апреля 1992 года Черногория была в составе Союзной Республики Югославия, с 1991 по 2002 годы в стране вынесли 8 смертных приговоров, однако ни один не был приведён в исполнение. Высокий суд Подгорицы вынес последние два смертных приговора Славко Девичу и Раде Арсовичу, обвинённым в убийстве.

## Отмена казни
В прошлом предпринимались несколько попыток полной отмены смертной казни. В 1906 году в Цетине стали распространять листовки с призывом отменить смертную казнь. В 1907 году министр юстиции заявил Парламенту, что только князь может отменить смертную казнь в Черногории, при этом за государственную измену казнь не может быть отменена;.Парламент изменений в Уголовный кодекс не внёс.
25 апреля 1992 года в законодательстве Сербии и Черногории смертную казнь как вид наказания исключили в отношении федеральных преступлений (геноцид, военные преступления, политические преступления), однако казнить за убийство и грабежи всё ещё было среди полномочий федеральных властей. Черногорские политики, составляя проект Конституции единого государства, предлагали отменить смертную казнь как таковую насовсем. Только 19 июня 2002 года в самой Черногории была отменена окончательно смертная казнь путём внесения поправок в Уголовный кодекс. Отмена смертной казни была одним из требований для вступления Югославии в Совет Европы.